# Herdis Bjerg
Herdis Hallas Bjerg, født Herdis Hallas Hermansen (1. september 1920 i Bredsten Sogn – 18. september 1973 i Randers) var en dansk socialrådgiver og politiker, der var medlem af Randers Byråd fra 1970 til sin død, valgt for Socialdemokraterne.
Gift i 1951 med regnskabsfører Ingvor Bjerg, med hvem hun fik tre børn: Lars Hallas Bjerg (1952), Helga Hallas Bjerg (1955) og Henrik Hallas Bjerg (1957).
Hun var i adskillige år aktiv i Mødrehjælpen og Dansk Kvindesamfund tildelte hende i 1972 Mathildeprisen for hendes betydelige virke for retten til fri abort.